# Пекалов (село)
Пекалов (укр. Пекалів) — село в Бокиймовской сельской общине Дубенского района Ровненской области Украины.
До 2020 года входило в Млиновский район.
Население по переписи 2001 года составляло 244 человека.
Население по данным 2019 года составляло 213 человек.
Почтовый индекс — 35161. Телефонный код — 3659. Код КОАТУУ — 5623889406.